# Nemunas tarp Prienų ir Lengveniškių
Nemunas tarp Prienų ir Lengveniškių este o arie protejată (arie de protecție specială avifaunistică — SPA) din Lituania întinsă pe o suprafață de 141,74 ha, integral pe uscat.

## Localizare
Centrul sitului Nemunas tarp Prienų ir Lengveniškių este situat la coordonatele 54°38′27″N 23°58′53″E / 54.6408°N 23.9814°E.

## Înființare
Situl Nemunas tarp Prienų ir Lengveniškių a fost declarat arie de protecție specială avifaunistică în aprilie 2004 pentru a proteja 3 specii de animale.

## Biodiversitate
Situată în ecoregiunea boreală, aria protejată nu include niciun habitat protejat.
La baza desemnării sitului se află mai multe specii protejate de  păsări (3): pescăruș albastru (Alcedo atthis), chiră mică (Sterna albifrons), chiră de baltă (Sterna hirundo).